# Caria ino
Caria ino är en fjärilsart som beskrevs av Frederick DuCane Godman och Osbert Salvin 1886. Caria ino ingår i släktet Caria och familjen Riodinidae. Inga underarter finns listade i Catalogue of Life.

## Bildgalleri

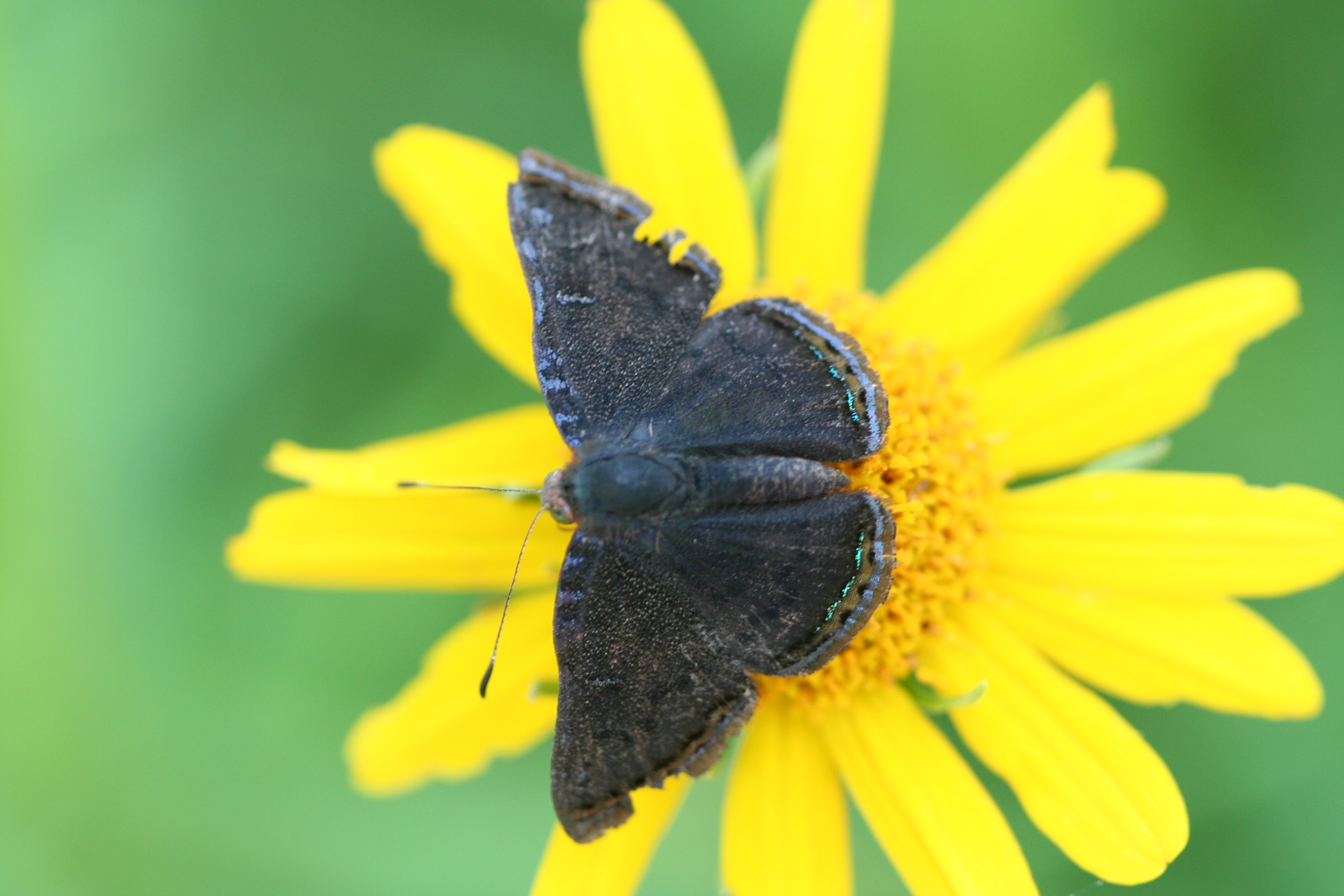
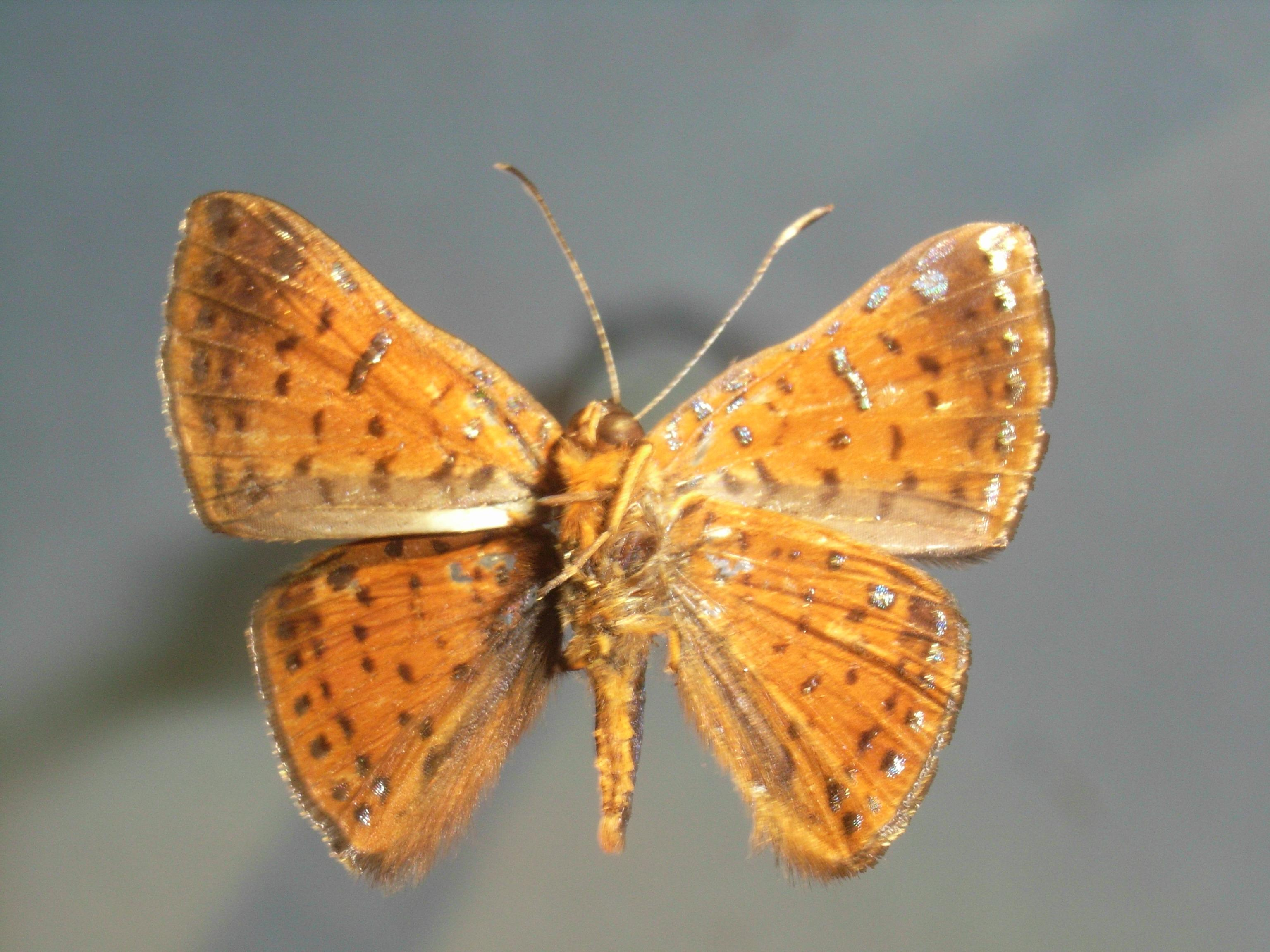
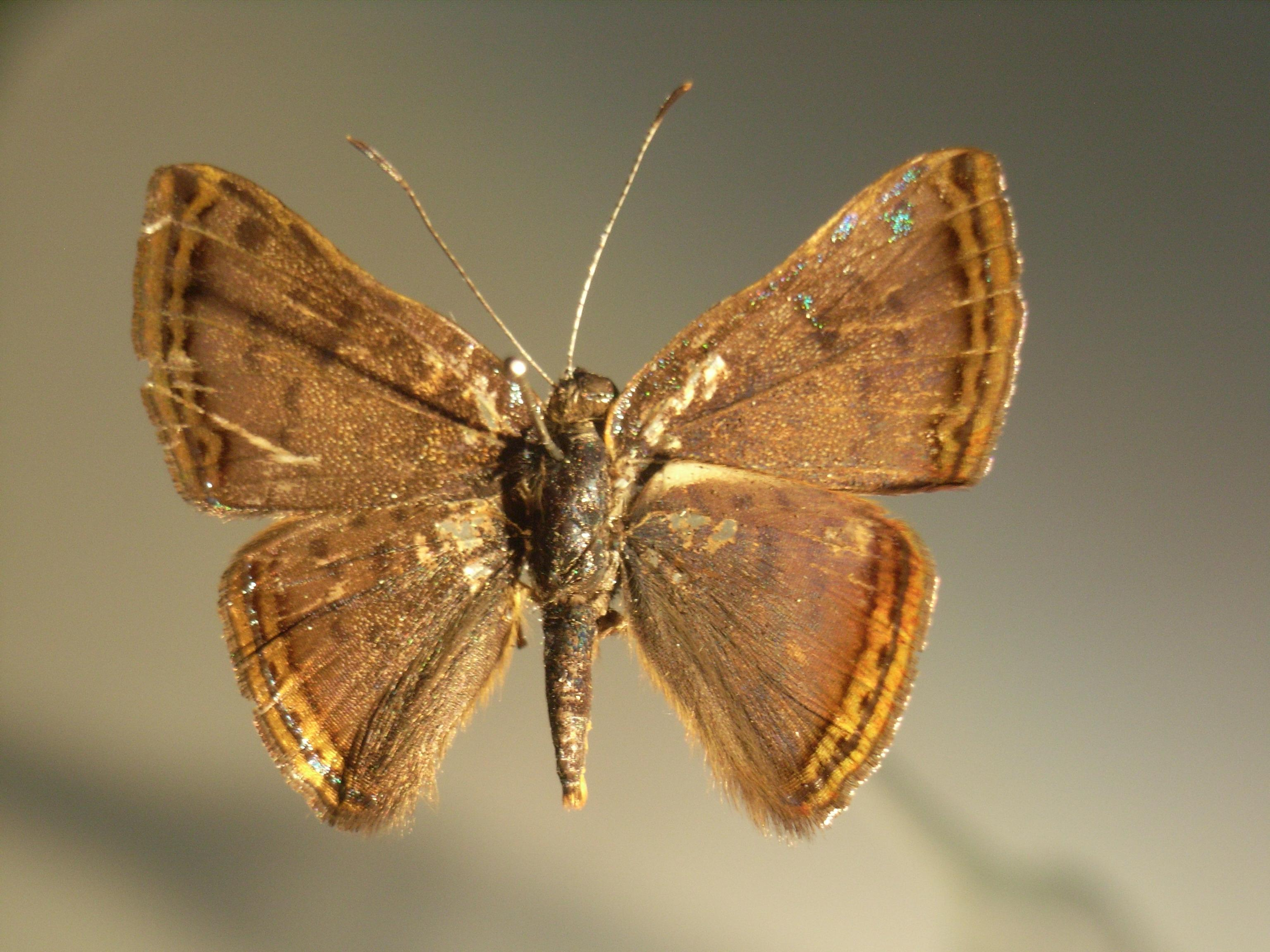
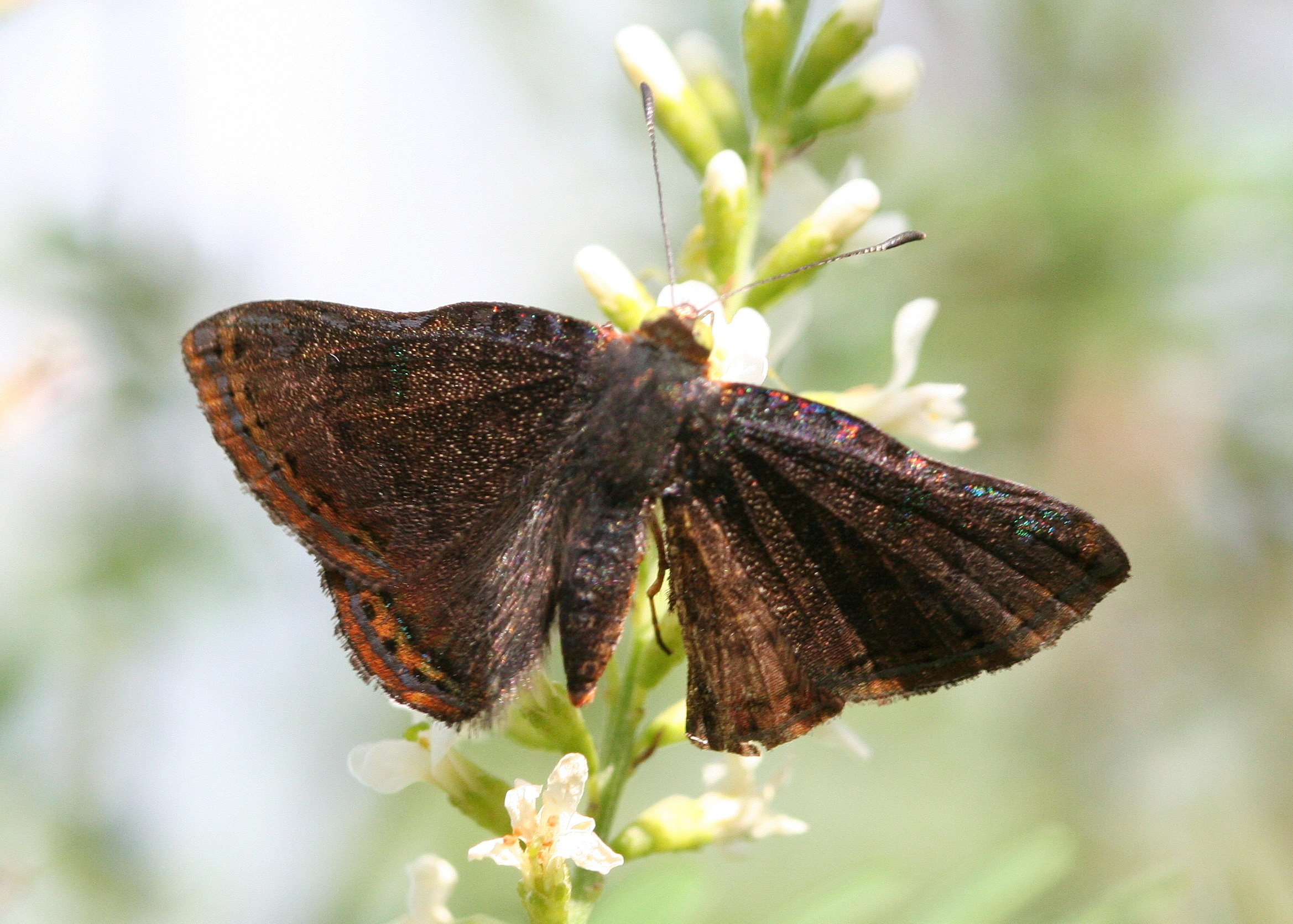
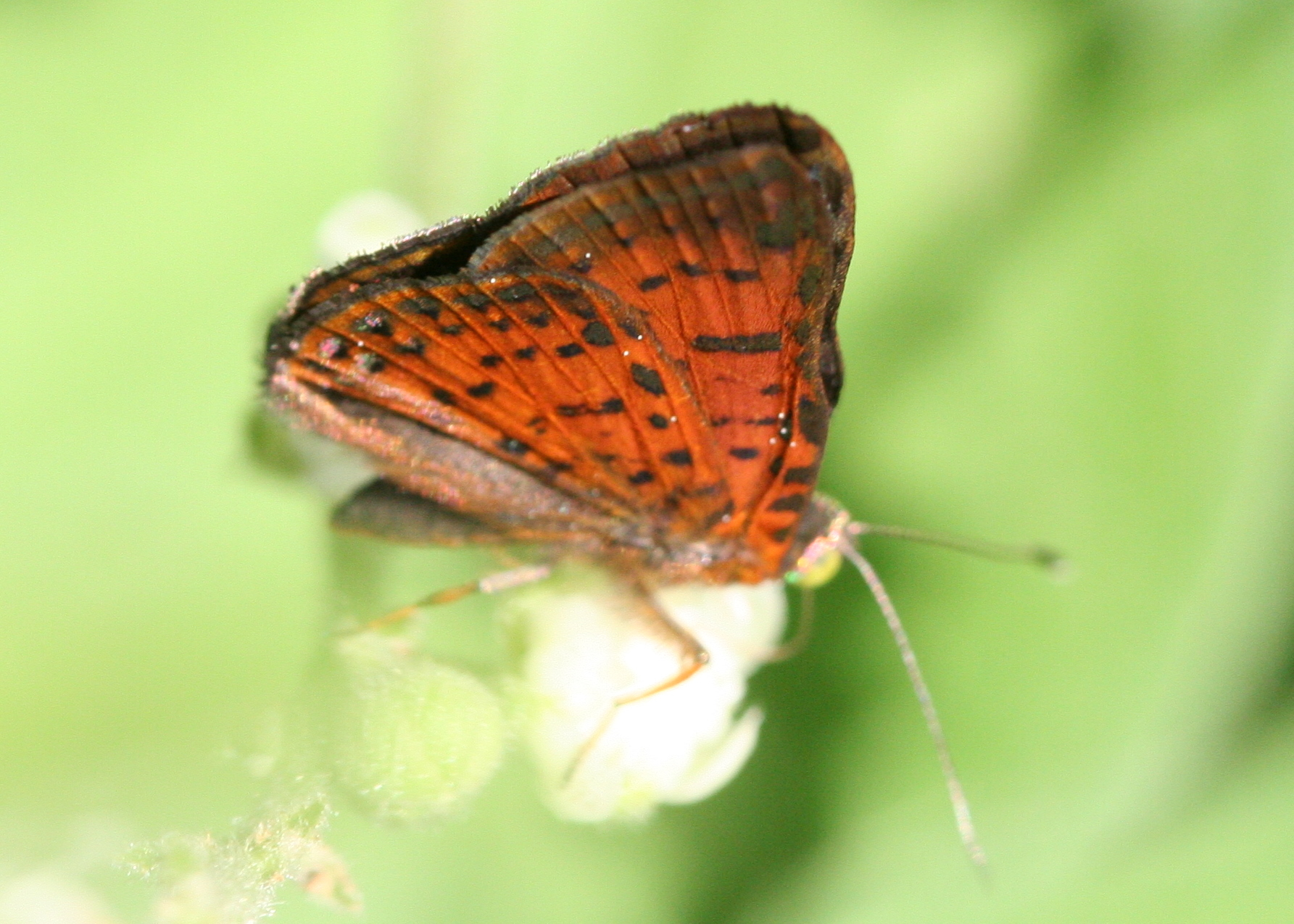
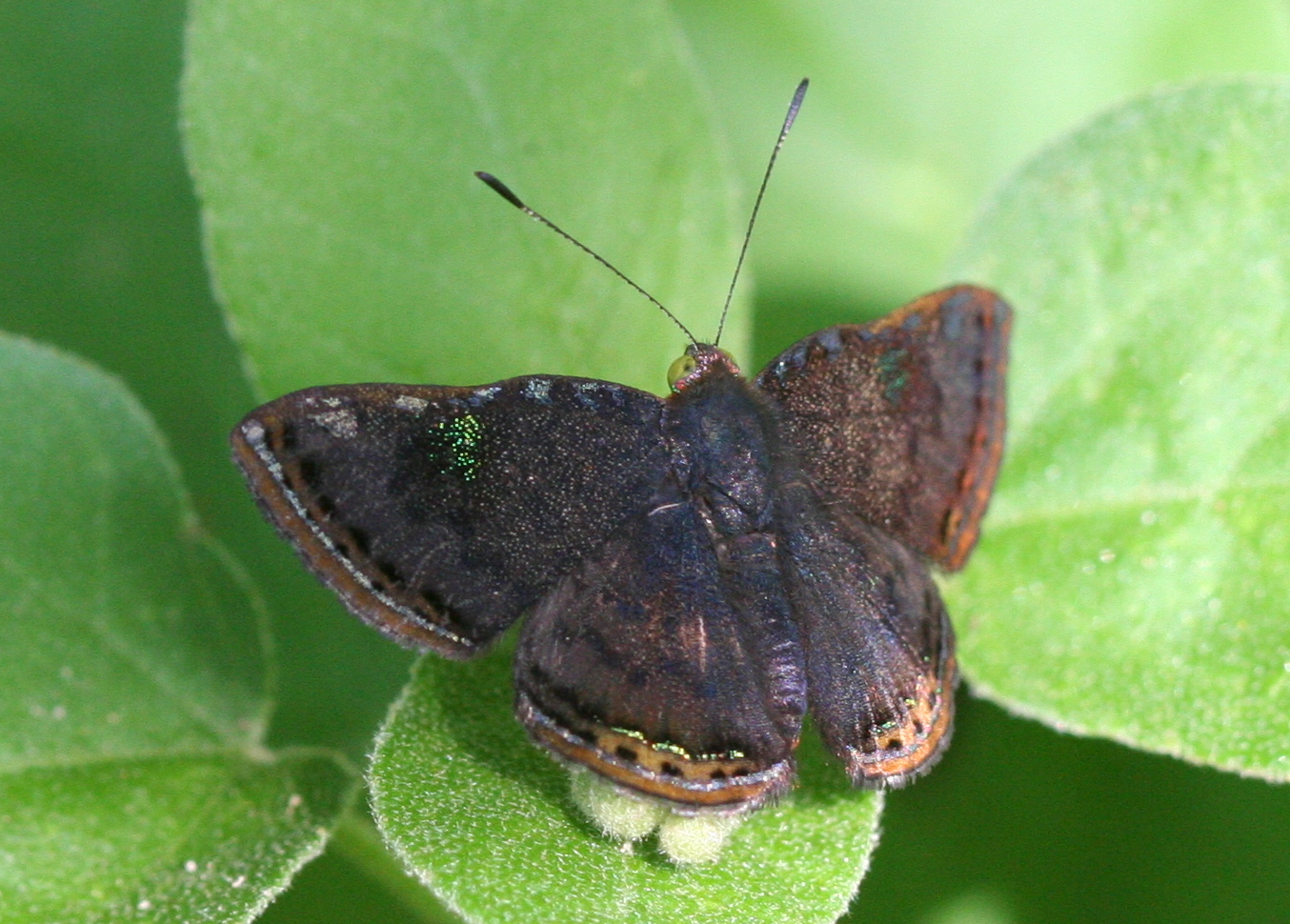